# شولوم علیخم
شولوم علیخم (به عبری: שלום־עליכם)، (به روسی: Шолом-Алейхем) ‏
(۲ مارس ۱۸۵۹ - ۱۳ مه ۱۹۱۶) نام مستعار شولوم ناهوموویچ رابینوویچ، یک طنزپرداز یهودی اهل روسیه، بود که نمایشنامه، رمان و داستان کوتاه به زبان ییدیش می‌نوشت. فیلم ویولون‌زن بر بام (۱۹۶۴). بر اساس اقتباسی آزاد از کتاب «تِـویا و دخترانش» و داستانهای شخصیت تِـویایِ شیرفروش در این کتاب ساخته شد.

## زندگی‌نامه
«شولوم علیخم» که نام حقیقی‌اش «سولومن رابینویچ» است، در کشورهای جهان، خاصه مملکت‌های انگلیسی زبان، سخت معروف است و روس‌ها نیز ارج بسیار بر او می‌نهند و چون جنبهٔ طنز آثارش بسیار است، مردم با اشتیاق بدان‌ها راغبند و از سوی دیگر، یهودیان جهان نیز در رواج کتاب‌هایش کوشیده‌اند.
«شولوم علیخم» نامی مستعار و به معنی «سلام علیکم» است یا به بیانی بهتر تلفظ عبری همین عبارت سامی است که نویسنده بر خود نهاده است. او در سال ۱۸۵۹ میلادی در پریاسلاف-خملنیتسکیی به دنیا آمد و در حقیقت نویسنده‌ای اوکراینی است. اما چون در تمام آثارش کوشیده که مردم یهودی را آن‌چنان‌که هستند نشان دهد، به نویسنده‌ای یهودی شهرت یافته‌است.
در نویسندگی شیوه‌ای بس ساده دارد و به زبان مردم عادی می‌نویسد و از پیرایه‌ها و آرایش‌های بیان، سخت گریزان است. رئالیستی واقعی و دقیق است که همیشه بی‌آنکه از جنبهٔ واقع‌بینی کارش کاسته شود، روح طنزآمیز نوشته‌هایش از لابه‌لای کلمات ساده و بی‌پیرایه‌ای که به کار می‌بندد، به چشم می‌خورد.

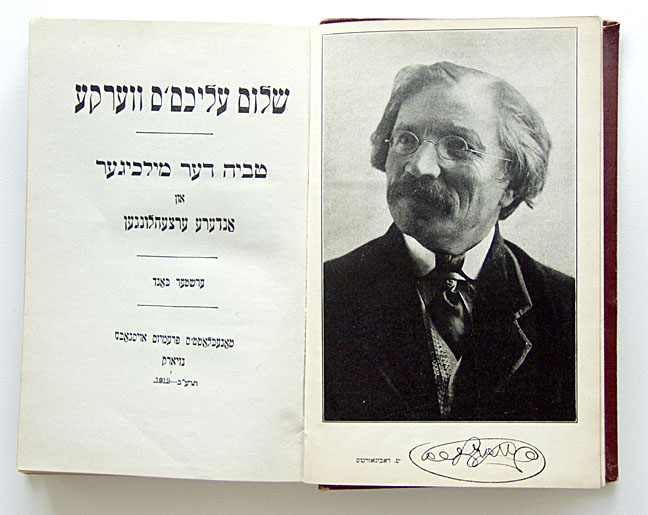

نویسنده‌ای موشکاف و حساس است که خیالی بس قوی دارد. اما به هیچ روی اجازه نمی‌دهد رویاهایش خواننده را از زندگی عادی دور سازد و شیوهٔ نگارشش را تغییر دهد. به سبب همین خیال قوی بعضی آثارش را می‌توان شعر خواند مانند:
«مناخم مندل» «هفتاد و پنج هزار» «خیاط جادو شده» «تویهٔ شیرفروش» «داستان‌هایی برای کودکان» «غزل غزل‌ها» و «بازگشت از بازار».
«شولوم علیخم» داستان‌های «استمپنیو» و «یوسلهٔ بلبل» را در دوران جوانی‌اش نوشت. خودش در این‌باره گفته‌است: قهرمانان این دو کتاب من نیز مانند دیگر آثارم از میان مردم ساده برخاسته‌اند که مانند آن‌ها را میان قوم یهود بسیار می‌توان یافت. خود «شولوم علیخم» نیز از میان همین مردم عادی برخاسته‌است. او به مدرسه نرفته و دبیرستان و دانشکده ندیده‌است. آنچه فرا گرفته‌است، خودش فرا گرفته و فرشتهٔ الهام بخشش، بینوایان قوم یهود بوده‌اند که در ناحیهٔ یهودی‌نشین روسیه یا اوکراین، با تیره‌روزی زندگی می‌کردند. این انسان‌های بینوا، مورد بغض مسیحیان و دولت امپراتوری روسیه بودند و بدین دلیل به گوشهٔ دورافتادهٔ روسیه یعنی اوکراین، به صورت اجباری کوچ داده شده‌بودند. حکومت مرکزی و حکام مسیحی نواحی اوکراین با جدیت در آزار اینان می‌کوشیدند و همین سبب شد که این مردم خود را جدا از دیگران بدانند و با صمیمیت بیش‌تر به گرد هم آیند. این یهودیان زبان خاص خود را دارند که کم‌کم، زبان تمام یهودیان اروپای شرقی شده‌است. این زبان مجموعه‌ای از لغات و اصطلاحات چند زبان، یعنی اوکراینی، عبری، آلمانی، لهستانی، روسی و … است که زبان ییدیش نامیده می‌شود. اینان خود را ملتی می‌دانند که ملیت آن‌ها جدای از مسیحیان است و آداب و رسومی خاص دارند که بیش‌تر از تورات گرفته شده‌است. عیدهای رسمی اینان، عیدهای یهودیان است.
«شولوم علیخم» بیش از دیگر نویسندگان یهودی به مردم یهودی پرداخته و آداب و رسوم آنان را در نوشته‌های خود منعکس ساخته‌است. در این مورد بی‌شباهت به «مارک توین» که سخت به مردم آمریکای غربی توجه داشت نیست.
اولین اثر «شولوم علیخم»، «فرهنگ فحش‌های نامادریم» است. این کتاب شرح واقعی قسمتی از دوران کودکی خود اوست. در خردسالی فحش‌های نامادریش از صبح تا شام چون تگرگ بر سرش فرو می‌بارید. بعدها این دوران کودکی و ورشکست شدن پدرش را مفصل‌تر و دقیق‌تر، با جمله‌هایی طنزآمیز در کتاب «بازگشت از بازار» تصویر کرد. این کتاب که در آن زندگی یهودیان اوکراین در سال‌های ۱۸۶۰ تا ۱۸۸۰ میلادی ترسیم شده‌است، در بررسی کارهای شولوم علیخم اهمیت بسیار دارد، چون اندیشه‌ها و برداشت‌های بسیاری از آثار دیگر این نویسنده، مربوط به همین دوره است.
در ۱۸۸۳ میلادی، یعنی هنگامی که ۲۴ ساله بود با «اولگا لویوفا» که دختر یک مالک ثروتمند بود ازدواج کرد. دو سال بعد یعنی در ۱۸۸۵ میلادی، زندگی شولوم علیخم یک‌باره صورتی تازه به خود گرفت. بدین معنی که این نویسندهٔ فقیر، ناگهان ثروتمند شد. چون پدر همسرش در این سال مُرد.
پس از فوت پدر همسرش، او همزمان با نویسندگی به تجارت و بازرگانی روی آورد. اما گروهی بازاری دغل، پیرامونش حلقه زدند و کارش را به ورشکستگی اقتصادی کشاندند. او در سال ۱۸۹۰ میلادی ورشکست شد. ورشکستگی اقتصادی او بسیار طبیعی بود، زیرا او بیش‌تر وقت خود را به کارهای ادبی اختصاص می‌داد و توجهی به تجارت و بازرگانی نداشت.
در ۱۸۸۸ میلادی، یعنی دو سال پیش از ورشکستگی‌اش، به انتشار دوره‌ای کتاب از نوشته‌های ملی یهودیان پرداخت و نام این دوره را «کتابخانهٔ ملی قوم یهود» نهاد. در این زمان بهترین نویسندگان یهودی، پیرامونش جمع شدند و آثار ارزندهٔ آنان نیز در این دورهٔ کتاب منتشر شد. «مندله مویخر اسفوریم» نیز که از نویسندگان برجسته یهودی است، با او همکاری داشت و داستان معروفش، «انگشتر نافروختنی» را در این دوره کتاب منتشر کرد.
در این زمان، یعنی دوره‌ای که امکان نداشت نویسنده‌ای در روسیه بتواند از حق‌التألیف امرار معاش کند، شولوم علیخم هرگاه از وجود نویسنده‌ای یهودی و باارزش آگاه می‌شد، به نزدش می‌شتافت یا بدو نامه می‌نوشت و آثارش را در این دوره کتاب منتشر می‌کرد و پولی بسیار بیشتر از آنچه دیگر ناشران به نویسندگان می‌دادند بدو می‌پرداخت. از سوی دیگر، هر کمکی که از دستش برمی‌آمد، در حق آنان روا می‌داشت. اما دیری نپایید که شولوم علیخم، تمام سرمایه‌اش را از دست داد و طلبکاران پیرامونش را گرفتند. او نیز از بیم آن که به زندانش بیندازند، به اروپا گریخت.
در دورهٔ «کتابخانهٔ ملی قوم یهود»، دو کتاب که از کارهای جوانی شولوم علیخم است یعنی «یوسلهٔ بلبل» و «استم پنیو» به چاپ رسید.
کتاب‌های «کتابخانهٔ ملی قوم یهود» در پیشرفت ادبیات ملی یهودیان اروپای شرقی، نقش مؤثری داشته‌است. انتشار این کتاب‌ها تا زمان ورشکستگی شولوم علیخم ادامه داشت و پس از آن تعطیل شد.
شولوم علیخم در دورهٔ کوتاه ثروتمندیش توانست با عده‌ای از مال و منال‌داران یهودی آشنا شود و شخصیت و ضمیر آنان را بشناسد.
وی در ۱۸۹۴ میلادی، کتاب «یاکنه هوس» را که قهرمانان آن ثروتمندان یهودی بودند، منتشر کرد. در این کتاب، آنان را به شدت به باد طنز و مسخره گرفت. آن‌ها نیز از او شکایت به حکومت بردند. کتاب، توقیف و فروشش ممنوع شد. در همین زمان شاهکار شولوم علیخم یعنی «مناخم مندل» که دو سال پیش از این، شروع به نوشتن آن کرده بود، انتشار یافت. اندکی بعد، اثر درخشان دیگرش یعنی «تویهٔ شیرفروش» به چاپ رسید و او را به اوج شهرت رساند.

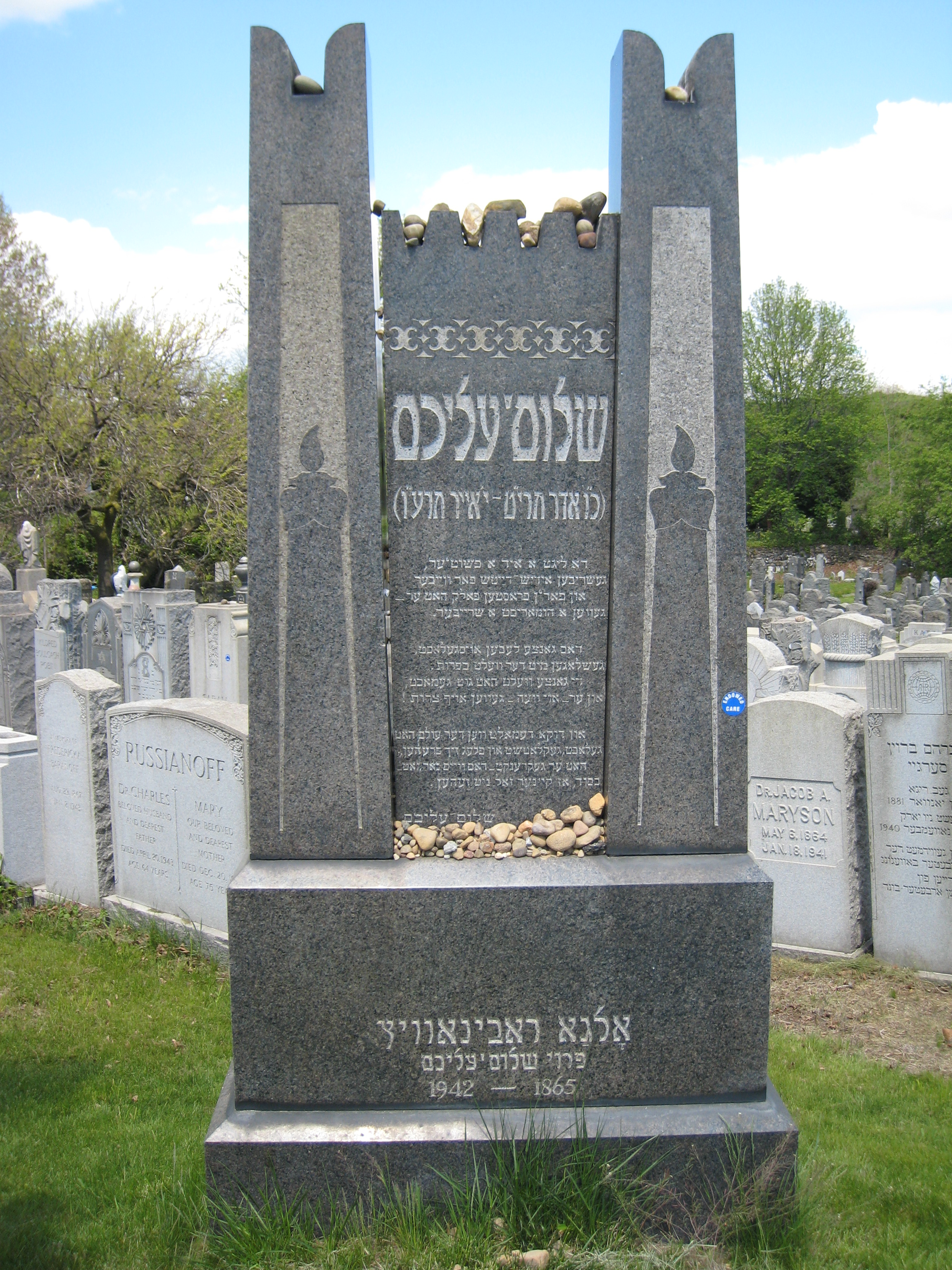

در ۱۹۰۴ میلادی، شولوم علیخم شخصاً با ماکسیم گورکی آشنا شد و به توصیهٔ او تصمیم گرفت مجموعه‌ای از آثار ادبی نویسندگان یهودی را به زبان روسی منتشر کند. آماده ساختن این کتاب مدتی وقت او را گرفت، اما «کشتار یهودیان» که در همین زمان در شهر کیشیناو واقع در ناحیه بیسارابیا رخ داد، مانع انتشار این کتاب شد. شولوم علیخم در این زمان نامه‌هایی را به لئو تولستوی، آنتون چخوف، گورکی و ولادیمیر کارولنکو نوشت و از آنان خواست تا به این کشتار اعتراض کنند.
در اکتبر ۱۹۰۵ میلادی، شولوم علیخم به آمریکا رفت ولی در ۱۹۰۶ احساس غربت و دوری از وطن او را وادار ساخت که به میهنش بازگردد.
مردم سادهٔ به تصویر کشیده شده در داستان‌های «شولوم علیخم»، که اغلب از روستاها یا شهرهای کوچک برخاسته‌اند، در شهرهای بزرگ که تمدن جدید در آن‌ها نفوذ کرده‌است، خود را بیگانه احساس می‌کنند. در هر قدم که پیش می‌گذارند بیم آن دارند، که نکند کاری به غلط انجام دهند و دچار ناراحتی شوند. آلودگی شهرها را می‌بینند، ولی با چشم‌پوشی از آن‌ها درمی‌گذرند و ظاهر اشخاص برای آنان معرف شخصیت آن‌هاست.
هم‌چنین در داستان‌های کوتاه «شولوم علیخم» قصه‌هایی که مردم آفریده‌اند، بسیار دیده می‌شود. در این قصه‌ها که بی‌اندازه بی‌پیرایه است، آرزوی مردم فقیر و سادهٔ یهودی که ثروتمند شدن است، به خوبی به چشم می‌خورد. این داستان‌های ساختگی که بدان‌ها جنبهٔ حقیقی داده شده‌است، اغلب سرگذشت قهرمانان یهودی است که به گنجی دست می‌یابند یا به نزد ثروتمندی می‌روند و … پول یعنی آنچه پایهٔ خوشبختی به نظر آنان است به چنگشان می‌افتد.
بعضی از این داستان‌ها عبارتند از: «آه، اگر روچیلد بودم» ملامد «کاسریلووکا»، (Kasrilovka)

### مرگ
هنگام جنگ جهانی اول، او برای نجات جانش دوباره به آمریکا سفر کرد و سرانجام در ۱۳ مه ۱۹۱۶ میلادی در شهر نیویورک، زندگی را به‌درود گفت. او در وصیت‌نامه‌اش نوشته‌است: 
به هر کجا که مُردم، در میان ثروتمندانم به خاک نسپارید. مرا در آغوش زحمت‌کشان یهودی دفن کنید. اینان آن ملت واقعی هستند که عمری پاسشان داشته‌ام. آرزومندم مجسمه‌ای که برفراز گور من جای می‌گیرد، همان زیبایی را که ملت یهود به آثار من بخشیده‌است، به گور من ببخشد!